# Software Development Kit
Et Software Development Kit (fork. SDK) indeholder den kode og de biblioteker, et program skal inkludere for at gøre brug af de underliggende features i et stykke software som f.eks Microsoft Windows, Linux, DirectX, OpenGL eller lignende.
| Software | Spire Denne artikel om software og programmering er en spire som bør udbygges. Du er velkommen til at hjælpe Wikipedia ved at udvide den. |